# اولین جشنواره فیلم پرتقال طلایی آنتالیا
اولین فستیوال بین‌المللی فیلم پرتقال طلایی آنتالیا از ۴ تا ۱۰ اکتبر ۱۹۶۴ در آنتالیای ترکیه برگزار شد.

## جوایز
- بهترین فیلم: پرنده‌های غربت
- بهترین کارگردان : هالیت رفیق - پرنده‌های غربت
- بهترین فیلمبردار: علی اوغور - زندگی تلخ
- بهترین بازیگر نقش اول مرد: عزت گونای - درختان ایستاده می‌میرند
- بهترین بازیگر نقش اول زن: تورکان شورآی - زندگی تلخ
- بهترین بازیگر نقش مکمل مرد: اولوی اوراز - فردا از آن ماست
- بهترین بازیگر نقش مکمل زن: ییلدیز کنتر - درختان ایستاده می‌میرند